# 方應明
方應明（？—？），字晦伯，號旦心，河南汝宁府光州人。明朝政治人物。

## 生平
萬曆三十一年（1603年）癸卯科舉人，萬曆三十二年（1604年）聯捷甲辰科進士，兵部觀政，三十三年任壺關知縣，三十五年調洪洞知縣，三十八年舉循良第一，以忌者僅遷松江府同知，督運有方，當事者著为令。四十二年（1614年），陞南京戶部员外郎，晋郎中，清工部銀數萬两。四十三年丁忧归，四十六年，起工部都水司郎中，擢寧波府知府，舉卓異，賜宴，擢浙江嘉湖兵備道副使。轉本省右參政，有擒海寇功，告歸。崇祯元年考察，为隙者中傷，入都自明，補順天府司理（推官），轉工部主事，以考工郎節省帑金數萬，見忌歸。著有《心問園》等集。

## 家族
曾祖方绣，祖方仕臣，父方宁（监生），母杨氏。弟耀明，中天启甲子亞元。
有子九，長子方鼎，貢士，能诗。六子方亨，江阴知县。余俱庠生。